# Maurens (Haute-Garonne)
Maurens település Franciaországban, Haute-Garonne megyében. Lakosainak száma 207 fő (2022. január 1.). Maurens Auriac-sur-Vendinelle, Beauville, Cambiac, Falga, Juzes és Vaux községekkel határos.

## Népesség
A település népességének változása:
| Lakosok száma | 139  | 118  | 143  | 193  | 197  | 200  | 206  | 208  | 208  | 207  |
|               | 1968 | 1982 | 1990 | 2006 | 2013 | 2015 | 2017 | 2019 | 2020 | 2022 |